# Dalton Vigh
Dalton Vigh (n. 10 iulie 1964) este un actor de origine braziliană.

## Filmografie

### Serial de Televiziune
- 1995:	Tocaia Grande ... Venturinha
- 1996:	Xica da Silva ... Expedito
- 1997:	Os Ossos do Barão ... Luigi
- 1998:	Pérola Negra ... Tomás (protagonist)
- 1998:	Estrela de Fogo ... Fernão
- 1999:	Terra Nostra ... Aníbal (participare)
- 1999: Andando nas Nuvens ... Cícero
- 2000:	Top TV (prezentator)
- 2000: Sãos & Salvos!
- 2000: Vidas Cruzadas ... Lucas (protagonist)
- 2001:	O Clone ... Said Rachid (antagonist)
- 2002:	Os Normais
- 2003:	A Casa das Sete Mulheres ... Luigi Rosseti
- 2004:	Malhação... Oscar
- 2004: Começar de Novo ... Johnny
- 2005:	Sob Nova Direção
- 2006:	Linha Direta Justiça
- 2006: O Profeta ... Clóvis	(antagonist)
- 2007:	Duas Caras ... Marconi Ferraço (protagonist)
- 2008:	Casos e Acasos
- 2008: Episódio Especial
- 2008: Negócio da China ... Otávio
- 2009:	Cinquentinha ... Klaus Martinez
- 2010:	As Cariocas
- 2010: S.O.S. Emergência
- 2010: Na Forma da Lei
- 2011:	Amor em quatro atos
- 2011: Lara com Z... Klaus Martinez
- 2011: Fina Estampa... René Velmont (protagonist)
- 2012: As Brasileiras... Fernando
- 2012: Salve Jorge... Carlos

### Cinema
- 1994:	O Porão
- 1999:	Por Trás do Pano
- 2004:	Vida de Menina
- 2004: Mais uma Vez Amor
- 2006:	Mulheres do Brasil
- 2011:	Corpos Celestes

## Teatru
- A Semente
- Futuro do Pretérito
- As Viúvas
- Camila Baker
- Os Sete Gatinhos
- Medeia
- Nunca se Sábado
- A Importância de ser Fiel
- Noite de Reis (lectură)
- Cloaca
- Vamos
- Azul Resplendor